# إدراك انتقائي

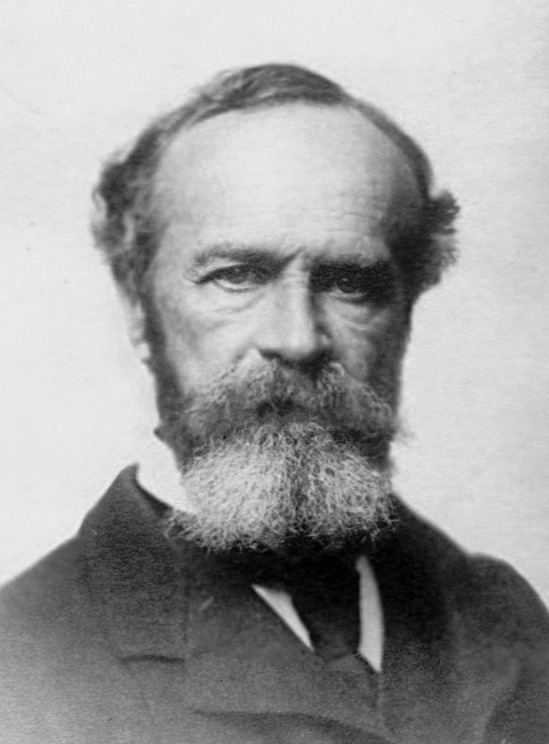

الإدراك الانتقائي أو التصوّر الانتقائي أو الملاحظة الانتقائية (بالإنجليزية: Selective perception)‏، هي نظرية تؤدي إلى اختزال المشاكل أو المُعوقات بطرقٍ انتقائية حسب اعتقادات الأشخاص. على سبيل المثال، عندما يتحدث مدرب فريق كرة قدم ما عن مشاكل فريقه، يختصر كل الأمور في مشكلة واحدة مثل ضعف اللاعبين الأجانب، لذا هو يختزل كل الأسباب في معوّق واحد بحسب اعتقاده، في حين يغفل مشكلة مهمة جداً ألا وهي أن المدرب نفسه لم ينجح في توظيف هؤلاء الأجانب. الإدراك الانتقائي هو شكل من أشكال التحيز لأننا نفسر التصرفات بطريقة غير منسجمة مع القيم والمعتقدات الموجودة لدينا. ويعتقد علماء النفس بأن هذه العملية تحدث تلقائياً. وقد تشير هذه النظرية إلى عدد من الانحيازات المعرفية في علم النفس تتعلق بطريقة توقعات تؤثر على الإدراك.